# Alan Oppenheimer
 (juin 2016).
Si vous disposez d'ouvrages ou d'articles de référence ou si vous connaissez des sites web de qualité traitant du thème abordé ici, merci de compléter l'article en donnant les références utiles à sa vérifiabilité et en les liant à la section « Notes et références ».
Pour les articles homonymes, voir Oppenheimer.
Alan Oppenheimer (né le 23 avril 1930 à New York, États-Unis) est un acteur américain. Il a exécuté de nombreux rôles à la télévision depuis les années 1960 et s'est spécialisé dans les voix de personnages dans l'animation depuis les années 1970.

## Biographie
Oppenheimer est né à New York, fils d'Irene (née Rothschild) et Louis E. Oppenheimer, qui était un agent de change. Il a été marié à la designer de costume Marianna Elliott et à la joueuse professionnelle de tennis Marilyn Greenwood et a eu trois enfants. Il est le cousin troisième degrès de Robert Oppenheimer.

## Filmographie

### Cinéma

#### Films
- 1966 : Gammera the Invincible : Dr. Contrare
- 1967 : Peter Gunn, détective spécial (Gunn) de Blake Edwards : Whiteside
- 1967 : Dans la chaleur de la nuit (In the Heat of the Night), de Norman Jewison : Ted Appleton
- 1968 : How to Save a Marriage (And Ruin Your Life) de Fielder Cook : Everett Bauer
- 1968 : Star!, de Robert Wise : Andre Charlot, producteur
- 1968 : Up Tight! : Unctuous Man in Arcade
- 1969 : The Maltese Bippy : Adolph Springer
- 1970 : Little Big Man, d'Arthur Penn : Major
- 1972 : Requiem pour un espion (The Groundstar Conspiracy), de Lamont Johnson : Général Hackett
- 1973 : Le Voleur qui vient dîner (The Thief Who Came to Dinner), de Bud Yorkin : Insurance Man
- 1973 : Mondwest (Westworld), de Michael Crichton : Chief Supervisor
- 1975 : Win, Place or Steal : Lt. Mannite
- 1975 : L'Odyssée du Hindenburg (The Hindenburg), de Robert Wise : Albert Breslau
- 1976 : Un vendredi dingue, dingue, dingue (Freaky Friday), de Gary Nelson : Mr. Joffert
- 1978 : Record City (en) : Blind Man
- 1979 : A Pleasure Doing Business : Marvin
- 1980 : La Bidasse (Private Benjamin), de Howard Zieff : Rabbi
- 1981 : Macbeth (vidéo) : Duncan
- 1984 : L'histoire sans fin (Die Unendliche Geschichte), de Wolfgang Petersen : Falkor, G'mork  et le narrateur (voix)
- 1988 : Moving : Mr. Cadell
- 1989 : Les Maîtres de l'ombre (Fat Man and Little Boy), de Roland Joffé (voix)
- 1992 : Love Field, de Jonathan Kaplan : Annonceur
- 1994 : Invisible: The Chronicles of Benjamin Knight : Dr. Knox
- 1994 : Trancers 4: Jack of Swords (vidéo) : Farr

#### Films d'animation
- 1943 : Super Mouse Rides Again : Mighty Mouse (court métrage)
- 1944 : Mighty Mouse Meets Jekyll and Hyde Cat : Mighty Mouse (court métrage)
- 1945 : Mighty Mouse and the Pirates : Mighty Mouse (court métrage)
- 1945 : Mighty Mouse and the Kilkenny Cats : Mighty Mouse (court métrage)
- 1945 : Mighty Mouse and the Wolf : Mighty Mouse (court métrage)
- 1945 : Mighty Mouse in Gypsy Life : Mighty Mouse (court métrage)
- 1945 : Mighty Mouse in Krakatoa : Mighty Mouse (court métrage)
- 1982 : Mighty Mouse in the Great Space Chase : Mighty Mouse (court métrage)
- 1985 : The Secret of the Sword : Skeletor, Man-at-Arms (Duncan), Cringer, Beast-Man
- 1986 : Skeletor's Revenge : Skeletor
- 1986 : The Nativity
- 1988 : Little Nemo: Adventures in Slumberland, film d'animation de Masami Hata et William T. Hurtz : Oomp
- 1990 : Shadow Strikers  : Dr Viper (court métrage)
- 2009 : Numéro 9 (9), de Shane Acker : le savant
- 2009 : Superman/Batman : Ennemis publics : Alfred Pennyworth
- 2019 : Toy Story 4 : Old Timer

### Télévision

#### Séries télévisées
- 1965 :  Papa Schultz  (série) : Gruppenführer Herman Freitag, Wilhelm, Colonel Sitzer, Major Byron Buckles
- 1967 : He & She (série) : Murray Mouse
- 1970 : Hastings Corner : Dr. Byron Dorman
- 1970 : Three for Tahiti : Cecil Barrett
- 1971 : Inside O.U.T. : Edgar Winston
- 1972 : Les Grandes Rencontres de Scooby-Doo (The New Scooby-Doo Movies) (série)
- 1973 : Daddy's Girl
- 1973 : Vin, vacances et vahinés (The Six Million Dollar Man: Wine, Women and War) : Dr. Rudy Wells
- 1973 : What Are Best Friends For? : Dr. Otto Ludwig
- 1974 : L'Homme qui valait trois milliards ("The Six Million Dollar Man") (série) : Dr. Rudy Wells (1973-1974)
- 1974 : Young Love
- 1974 : Judgement: The Court Martial of the Tiger of Malaya - General Yamashita
- 1974 : Death Sentence : Lubell
- 1975 : The Bionic Woman : Dr. Rudy Wells
- 1975 : Big Eddie (série) : Jessie Smith
- 1976 : Riding with Death : Dr. Hale
- 1976 : Helter Skelter : Aaron Stovitz
- 1977 : La Chasse aux sorcières (Tail Gunner Joe)
- 1977 : Intrigues à la Maison Blanche (Washington: Behind Closed Doors) (feuilleton) : Simon Cappell
- 1978 : Le Fantôme du vol 401 (The Ghost of Flight 401) : Barton
- 1978 : To Kill a Cop : Captain Finnerty
- 1979 : You Can't Take It with You : FBI Man
- 1979 : Blind Ambition (feuilleton) : George Simonson
- 1979 : Dinky Hocker : John Hocker
- 1979 : Eischied (série) : Capt. Finnerty (1979-1980)
- 1982 : Divorce Wars: A Love Story : Arthur Lazar
- 1982 : K 2000 (saison 1 épisode 3 Manœuvres mortelle)  : Général Duncton
- 1983 : Close Ties : Watson
- 1983 : Memorial Day (en) : Stallings
- 1985 : Mes 400 coups: la légende d'Errol Flynn (My Wicked, Wicked Ways... The Legend of Errol Flynn) : Jerry Gersler
- 1985 : The Execution : Max Langbein
- 1986 : Les Caprices du destin (Strong Medicine) : Dr. Noah Townsend
- 1986 : The Centurions (série)
- 1987 : The Two Mrs. Grenvilles : Sam Rosenthal
- 1988 : Tales from the Hollywood Hills: The Old Reliable : Monty Gladstone
- 1991 : Lucy et Desi, du rire aux larmes (Lucy & Desi: Before the Laughter) : Arthur Lyons
- 1991 : Absolute Strangers
- 1991 : Child of Darkness, Child of Light : George Beavier
- 1993 : Home Free (série) : Ben Brookstone
- 2003 :  Gilmore Girls (série télévisée)  : Mr. Blodgett  (saison 4 épisode 2 ).

#### Séries d'animation
- 1969 : Scoubidou (Scooby-Doo, Where Are You!) : voix additionnelles
- 1973 : Mini Mini détective (Inch High, Private Eye) : Inch High (II)  et voix additionnelles
- 1973 : Butch Cassidy and the Sundance Kids ) voix additionnelles
- 1973 : Speed Buggy : voix additionnelles
- 1974 : Cyrano : First Cadet / de Brigny
- 1974 : Hong Kong Fou Fou (Hong Kong Phooey) : [Qui ?]
- 1974-1976 : La Vallée des dinosaures (Valley of the Dinosaurs) : Gorak
- 1975 : The New Tom & Jerry Show : voix additionnelles
- 1975 : Uncle Croc's Block: Fraidy Cat / Tinker / Dog / Mouse / Hokey (voix)
- 1977-1978 : The C.B. Bears : Sidney Merciless
- 1978 : The Fabulous Funnies (série) : The Captain / Gaylord / Irwin / Grelber / Tumbleweeds (voix)
- 1978 : La Bataille des planètes (Battle of the Planets) : voix additionnelles
- 1979 : The New Adventures of Mighty Mouse and Heckle and Jeckle (série) : Mighty Mouse / Oil Can Harry (voix)
- 1979 : Scooby-Doo et Scrappy-Doo (Scooby-Doo and Scrappy-Doo) : voix additionnelles
- 1979 : Les Nouvelles Aventures de Flash Gordon (série) : Ming the Merciless / Dr. Hans Zarkov (1979, 1982-1983) (voix)
- 1980 : Drak Pack (série) : Count Dracula (voix)
- 1980 : Arok le barbare (Thundarr the Barbarian) : voix additionnelles
- 1981 : Blackstar (série) : Carpo / Overlord (voix)
- 1981 : Kid Superpower Hour with Shazam! (série) : Oncle Dudley / Mr. Tawny / Dr. Sivana (voix)
- 1981 : Les Schtroumpfs ("The Smurfs") (série) : Vanity Smurf / Father Time (voix)
- 1981 : Trollkins (série) : Sheriff Pudge Trollsom (1981-82) (voix)
- 1983-1985 : Les Maîtres de l'univers : Skeletor, Cringer / Battle Cat, Man-At-Arms, Mer-Man, Buzz-Off, Roboto et divers personnages
- 1984 : Le Défi des gobots ("Challenge of the GoBots"): voix additionnelles
- 1984 : Transformers : Beachcomber, Breakdown (II), Seaspray et Warpath
- 1985 : A Christmas Special : Skeletor et Man-At-Arms (voix)
- 1985 : Les Treize Fantômes de Scooby-Doo (The 13 Ghosts of Scooby-Doo) : plusieurs personnges
- 1985-1987 : She-Ra: Princess of Power : Grizzlor, Modulok, Skeletor, Beast Man et Man-At-Arms
- 1985 : The Wuzzles (série) : Rhinokey / Croc / Mr. Pack-cat
- 1986 : Chuck Norris: Karate Kommandos : President
- 1986 : Rambo (série) : Sgt. Havoc
- 1986 : Ghostbusters (série) : Prime Evil (voix)
- 1987 : Bionic Six (série) : Professor Amadeus Sharp / Metalhead
- 1987 : Blondie and Dagwood : Julius Dithers
- 1987 : BraveStarr (série) : Handlebar / Outlaw Scuzz / Stampede (voix)
- 1987 : Mighty Mouse, the New Adventures: voix additionnelles
- 1987 : Tortues Ninja : Les Chevaliers d'écaille (Teenage Mutant Ninja Turtles) : voix additionnelles
- 1988 : Scooby-Doo et le Rallye des monstres (Scooby-Doo and the Reluctant Werewolf) : Mummy (voix)
- 1988 : Scooby-Doo : Agence Toutou Risques (A Pup Named Scooby-Doo) : voix additionnelles
- 1988 : SOS Fantômes (série : Morris Grout (voix)
- 1989 : Chip 'N Dale's Rescue Rangers to the Rescue : Aldren Klordane (voix)
- 1989 : Pryde of the X-Men : The Blob et voix additionnelles
- 1990 : Super Baloo (TaleSpin) (série) : Principal Ed Pomeroy (voix)
- 1990 : Le Magicien d'Oz ("The Wizard of Oz") (série) : Magicien (voix)
- 1990 : Capitaine Planète (Captain Planet and the Planeteers) (série) : Additional Voices
- 1991 : La Légende de Prince Vaillant (The Legend of Prince Valiant) (série) : Merlin (voix)
- 1991 : Où est Charlie? ("Where's Waldo?") (série) : voix additionnelles
- 1991 : James Bond Junior (série) (voix)
- 1992: Barney (série) : Liam (voix)
- 1993 : I Yabba-Dabba Do! : voix additionnelles
- 1994 : Phantom 2040: The Ghost Who Walks : voix additionnelles
- 1994 : Phantom 2040 (série) : Professeur Jack Archer'
- 2014 : Adventure Time : Darren, l'ancien dormeur et le Soleil (saison 6, épisode 10)
- depuis 2021 : Les Maîtres de l'univers : Révélation (Masters of the Universe: Revelation) : Moss-Man

## Jeux vidéo
- 2007 : God of War II : Prométhée
- 2015 : Fallout 4 : le Paladin Brandis